# M/S Amerikaland
M/S Amerikaland var ett svenskt torrlastfartyg som sänktes av en tysk ubåt i Atlanten den 3 februari 1942. Hon var det 20:e största lastfartyget (och största svenska) som sänktes av tyska ubåtar under andra världskriget.

## Karriär
Amerikaland och systerfartyget Svealand byggdes 1925 av Deutsche Werft AG i Hamburg för Ångfartygs AB Tirfing. När de togs i tjänst samma år var de med sina 15 357 bruttoregisterton världens största torrlastfartyg. Amerikaland tillbringade merparten av sin karriär med att frakta malm mellan Chile och USA; faktum är att hon endast gjorde ett enda besök i Sverige under hela sin verksamma tid, nämligen år 1935 för klassning på Eriksbergs Mekaniska Verkstad.

## Sänkningen
Den 31 januari 1942 avgick Amerikaland, endast med barlast, från Sparrow's Point i Maryland för att gå via Panamakanalen och Cristóbal till Cruz Grande i Chile. Hon stod under befäl av Ragnar Schütz,  gick i en hastighet av 12 knop och sicksackade inte.
USA hade nyligen dragits in i andra världskriget mot Tyskland, och tyska ubåtar kunde därför börja operera längs den amerikanska östkusten. U-106, en ubåt av IXB-typ under befäl av Oberleutnant zur See Hermann Rasch, hade löpt ut från Lorient i det tyskockuperade Frankrike den 3 januari 1942. Hon hade redan sänkt två brittiska och ett amerikanskt fartyg på väg mot amerikanska östkusten och fick kontakt med Amerikaland under natten mellan den 2 och 3 februari 145 kilometer (vissa källor säger 56 kilometer) öster om Virginia Beach.
U-106:s första torped träffade Amerikaland midskepps under bryggan klockan 03:23 den 3 februari 1942. Fartyget sjönk emellertid inte, och efter att en andra torped missat klockan 03:30 avfyrade U-106 en tredje torped som träffade Amerikaland klockan 03:52. Mindre än en timme efter, klockan 04:39, sjönk hon på positionen 36°36′N 74°10′V / 36.600°N 74.167°V.
Amerikalands 39 man starka besättning lämnade fartyget i tre livbåtar. Då det blåste upp en stark snöstorm förlorade emellertid livbåtarna snabbt kontakten med varandra. Den första båten, under befäl av kapten Schütz, plockades upp den sjätte februari av det brittiska fartyget Port Halifax och besättningsmännen däri, med undantag för en som frusit ihjäl, landsattes i New York den sjunde.  Samma dag plockades den andra livbåten upp av det nederländska fartyget Castor, och besättningen sattes i land i Willemstad på Curaçao den 13 februari. I denna båt hade tre man frusit ihjäl. Den tredje livbåten hittades också den sjätte av det brasilianska fartyget Taubate, och överlevarna därifrån (skeppets båtsman frös ihjäl i denna livbåt) sattes i land i Recife den 22 februari. Totalt sett dog fem besättningsmän av umbäranden innan de räddades, och många av överlevarna hade köldskador.
U-106 fortsatte sin patrull och sänkte ytterligare ett brittiskt fartyg innan hon återvände till hemmahamnen i Lorient den 22 februari.